# Fleming Key
Fleming Key est une île des Keys, archipel des États-Unis d'Amérique situé dans l'océan Atlantique au sud de la péninsule de Floride. Elle est située dans les Lower Keys au nord-ouest de l'île de Key West et relève administrativement du comté de Monroe.

## Description

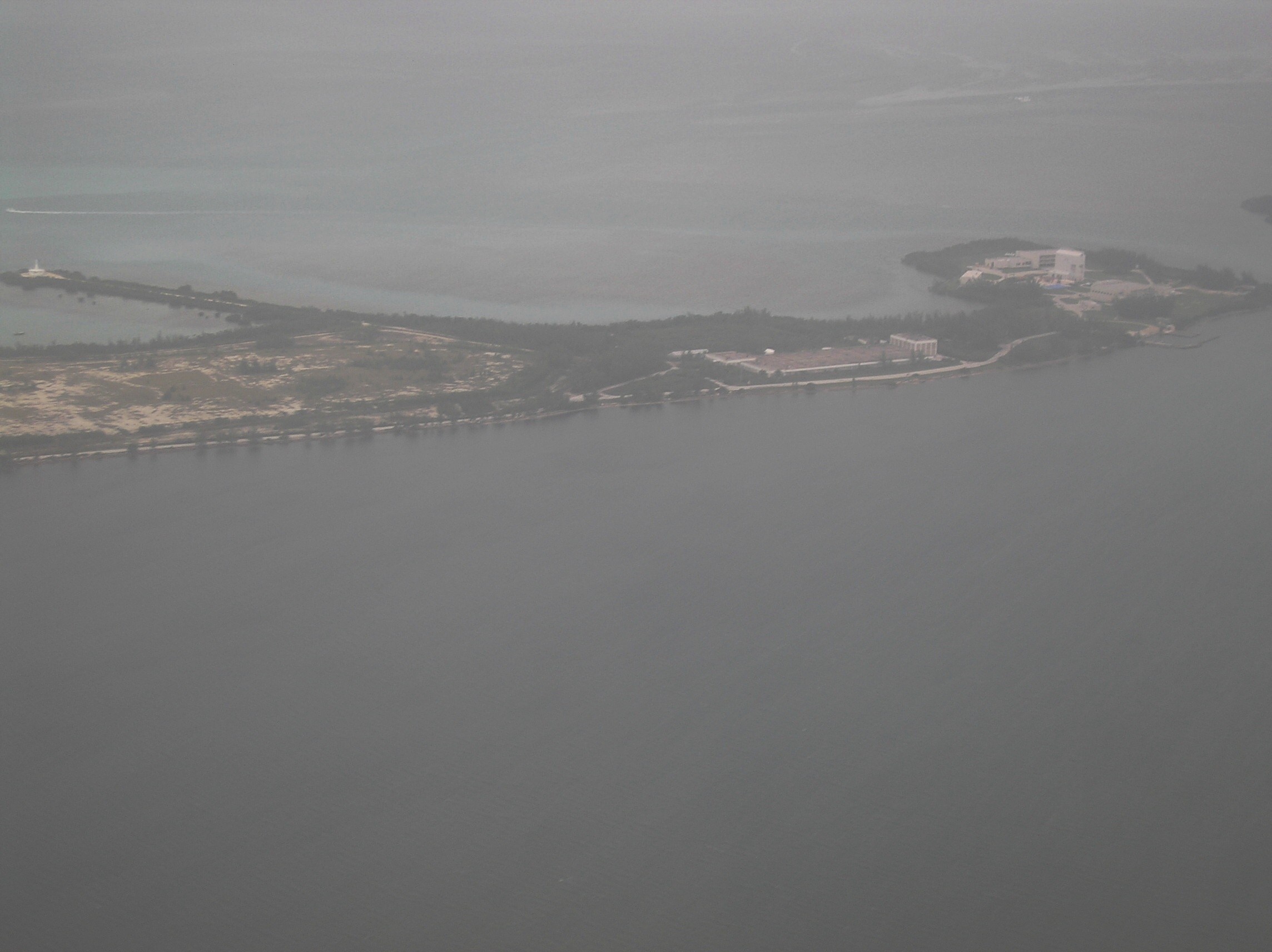
Vue aérienne de l'île

L'île mesure environ 3,2 km de long sur 400 mètres de large.
Elle est reliée à Key West par le pont de Fleming Key.
L'île et le pont font partie d'une section de la Naval Air Station Key West appelée Trumbo Point et sont inaccessibles aux civils sans autorisation de la marine américaine. L'île possède une usine de traitement des eaux usées de 10 millions de gallons par jour. Elle abrite également un centre de recherche sur les dauphins et une installation d'essai de corrosion marine.
Le centre de formation aux opérations sous-marines des forces spéciales de l'armée américaine est situé à l'extrême nord de Fleming Key.
De lourds projets immobiliers sont en cours dessus dans le but d'en faire une zone résidentielle.

## Source
- (en) Cet article est partiellement ou en totalité issu de l’article de Wikipédia en anglais intitulé « Fleming Key » (voir la liste des auteurs).